# Gavaksha

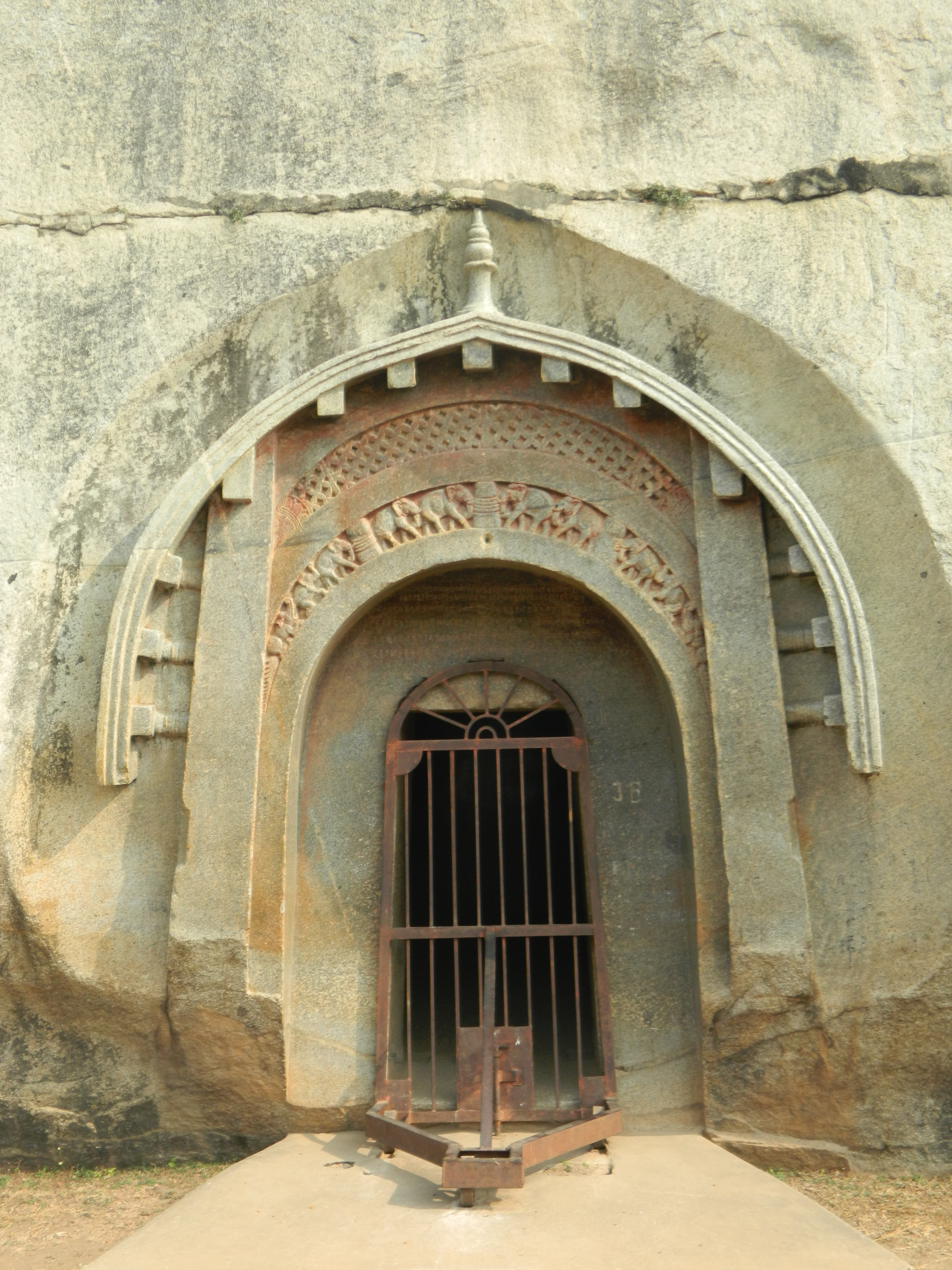
El arco chaitya más antiguo que se conserva, en la entrada de la Gruta de Lomas Rishi,

En la arquitectura india, gavaksha o handrashala (“kudu” en tamil, también nāsī), son los términos más utilizados para describir el motivo centrado en un arco conopial, circular o de herradura que decora muchos ejemplos de arquitectura tallada en la roca en India y templos estructurales indios posteriores y otros edificios. En su forma original, el arco tiene la forma de la sección transversal de una bóveda de cañón. Se llama arco chaitya cuando se usa en la fachada de una sala chaitya, alrededor de la única ventana grande. En formas posteriores se desarrolla mucho más allá de este tipo y se convierte en una unidad muy flexible, «el motivo más común de la arquitectura de los templos hindúes». Gavākṣha (o 'gavaksa' ) es una palabra sánscrita que significa “ojo de buey o de vaca”. En los templos hindúes, se concibe su papel como el de irradiar simbólicamente la luz y el esplendor del icono central en su santuario. Alternativamente, se describen como una ventana para que la deidad contemple el mundo.
Como todo el chaitya clásico, la forma se originó en la forma de los tejados de paja de madera de los edificios, ninguno de los cuales ha sobrevivido; la versión más antigua que replica tales techos en piedra se encuentra en la entrada de la Gruta de Lomas Rishi no budista, una de las Cuevas de Barabar artificiales en Bihar.
El "arco chaitya" alrededor de la gran ventana sobre la entrada aparece frecuentemente repetido como un pequeño motivo (artes visuales) en la decoración, y las versiones evolucionadas continúan en la decoración hindú, mucho después de que los chaityas reales dejaron de construirse.  En estos casos puede convertirse en un elaborado marco similar a cartela, que se extiende bastante ampliamente, alrededor de un medallón circular o semicircular, que puede contener una escultura. de una figura o cabeza. Una etapa temprana se muestra en la entrada a la Cueva 9 en las Cuevas de Ajanta, donde el marco de la ventana del arco chaitya se repite varias veces como motivo decorativo. Aquí, y en muchos ejemplos tempranos similares, el interior del arco en el motivo contiene celosías en bajorrelieve que imita vigas del techo que se retiran (correas.

## Primera etapa

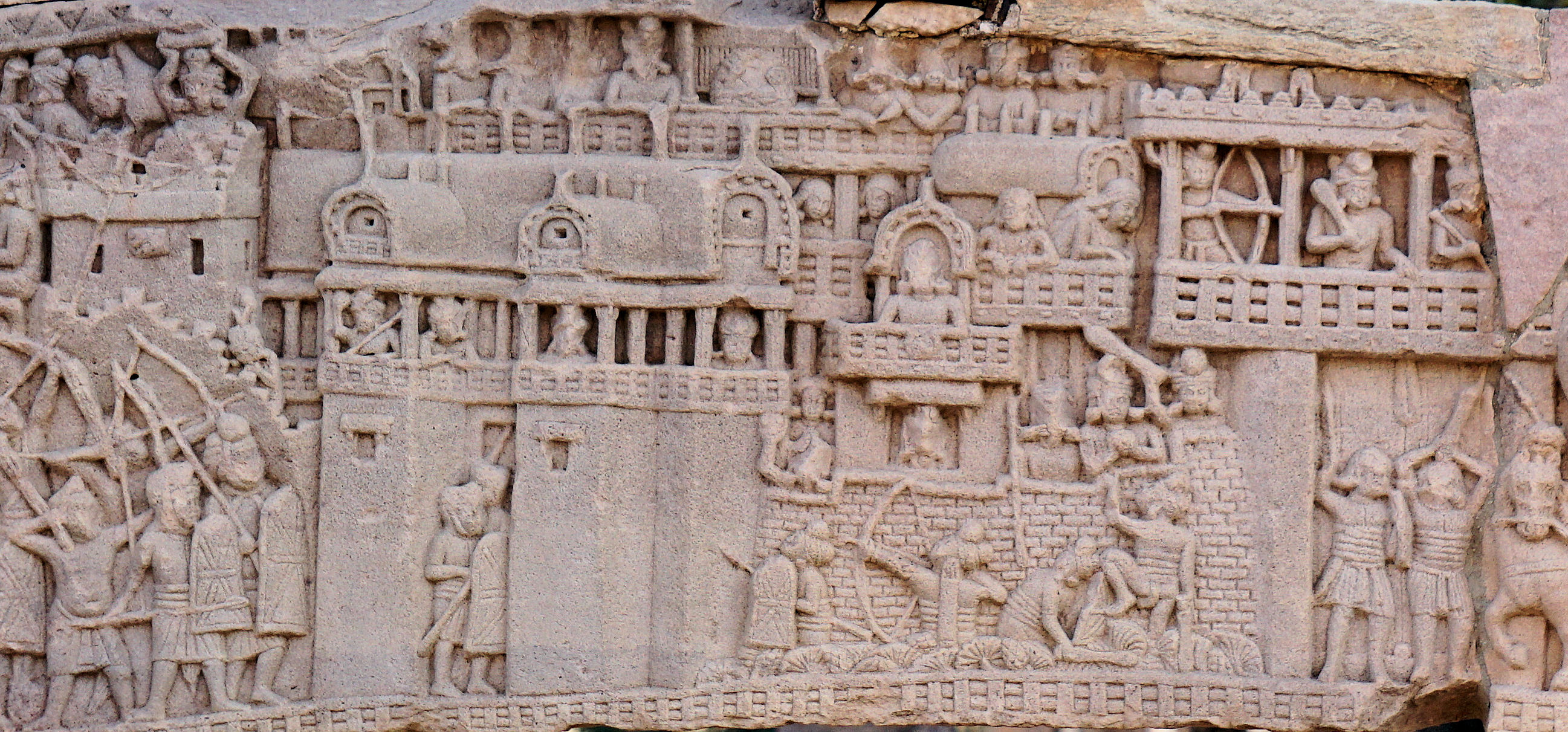
La ciudad de Kusinagara en la Guerra por las Reliquias de Buda, Puerta Sur, estupa n.º 1, Sanchi.

La forma arqueada del extremo del hastial que se ve en la gruta de Lomas Rishi y en otros sitios aparece como una característica de los edificios sagrados y seculares representados en los relieves de los primeros sitios budistas de la India, y fue evidentemente se utiliza mucho para tejados hechos de materiales vegetales en la arquitectura india antigua.
Versiones simples de estructuras similares siguen siendo utilizadas hoy en día por el pueblo toda de las montañas Nilgiri.
Las grutas Lomas Rishi excavada en la roca se efectuó durante el reinado de Ashoka en el Imperio Maurya en el III a. C. ., para los ajivikas, un grupo religioso y filosófico no budista del período. Una banda debajo del arco contiene un enrejado (celosía)] en relieve, presumiblemente representando el techo de un tejado de paja. Debajo hay un relieve curvo de una fila de elefantes. La entrada conduce al costado del pasillo, por lo que, a diferencia de la mayoría de los ejemplos posteriores de marcos de ventanas, el arco no guarda una gran relación con el espacio al que conduce. La cueva inmediatamente vecina en la misma pared rocosa tiene un hueco sencillo y sin decoración en la entrada, que originalmente pudo haber albergado un porche de diseño similar en materiales vegetales.

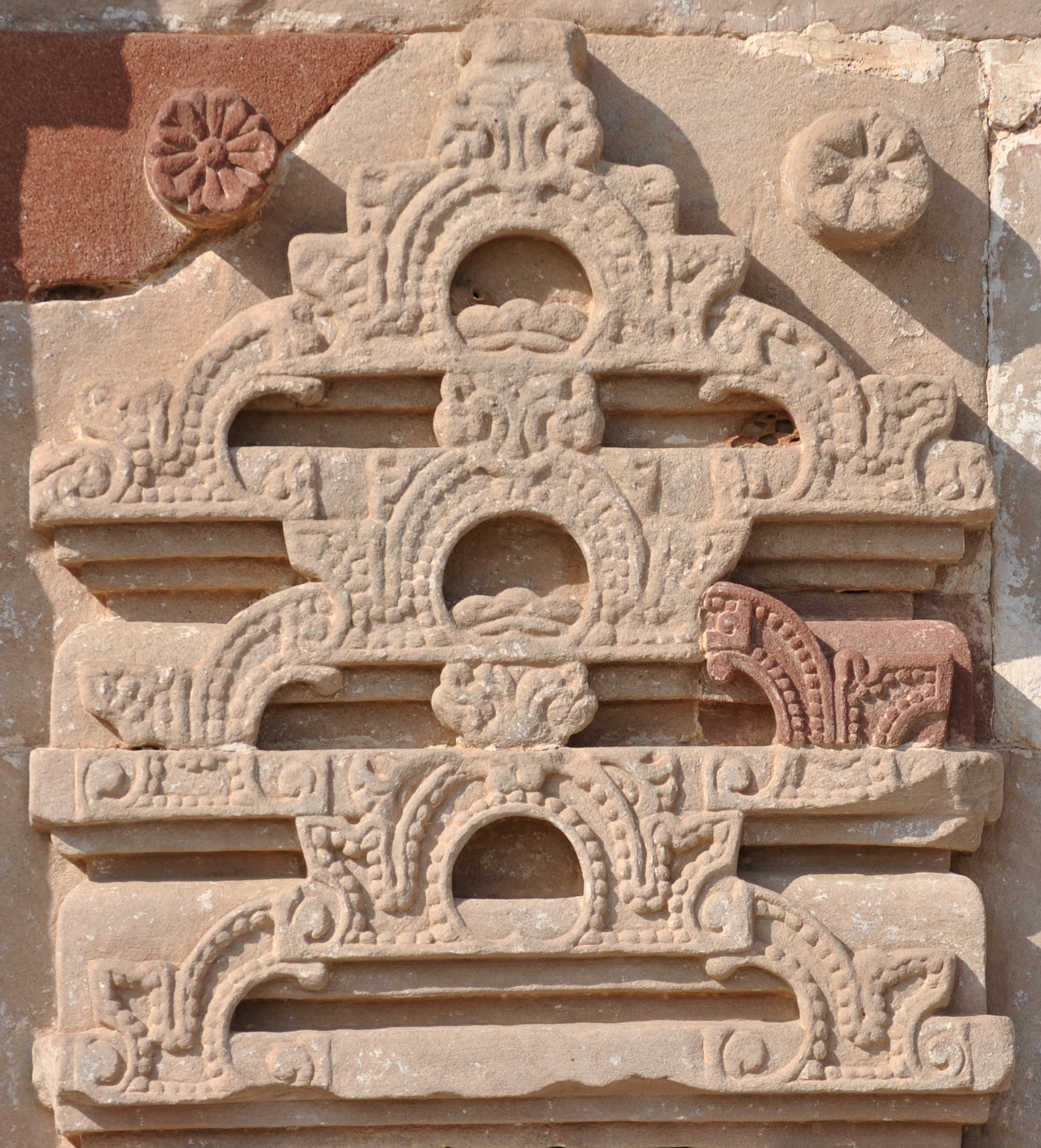
Gavakshas apiladas en Jodhpur.

Los primeros pasillos chaitya excavados en la roca utilizan la misma forma conopial para la ventana principal necesaria para iluminar el interior y, a menudo, también tienen pequeños motivos de ventanas con relieve como decoración. En estos, el interior del arco tiene una serie de proyecciones de extremos cuadrados que representan las vigas, y en su interior una celosía curva en bajorrelieve que representa las vigas del techo retraídas del interior de un edificio ficticio. En la parte inferior, un área pequeña, más o menos semicircular, representa la pared más alejada de la estructura, y puede ser plana (por ejemplo, cuevas de Bhaja sobre galeríasslaterales), mostrar un patrón de celosía diferente (por ejemplo, el frente  principal de las Cuevas de Bhaja), Cuevas Pandavleni cueva 18, arriba), o un motivo decorativo (por ejemplo, Cueva 9, Ajanta, cuevas de Nasiki cueva 18, sobre la entrada). A menudo, las áreas alrededor de estos motivos de ventanas o hastiales tienen bandas de celosías, que aparentemente representan barandillas de celosía, similares a las que se muestran bordeando los balcones y logias del fuerte-palacio en el relieve de Kusinagara en la Guerra por las Reliquias de Buda, Puerta Sur, estupa no. 1, Sanchi. Este es especialmente el caso en las cuevas de Bedse, en un ejemplo temprano de lo que James Fergusson anotó en el siglo XIX: «En todas partes... en la India la decoración arquitectónica se compone de pequeños modelos de grandes edificios».
En la entrada a la cueva 19 en Ajanta, cuatro zonas horizontales de la decoración utilizan motivos repetidos de "arco chaitya" en una banda por lo demás sencilla (dos en el pórtico saliente y dos arriba). Hay una cabeza dentro de cada arco. Los primeros ejemplos incluyen cuevas de Ellora 10, cuevas de Ajantā 9 y 19 y Templo de la Cueva de Varaha en Mahabalipuram.

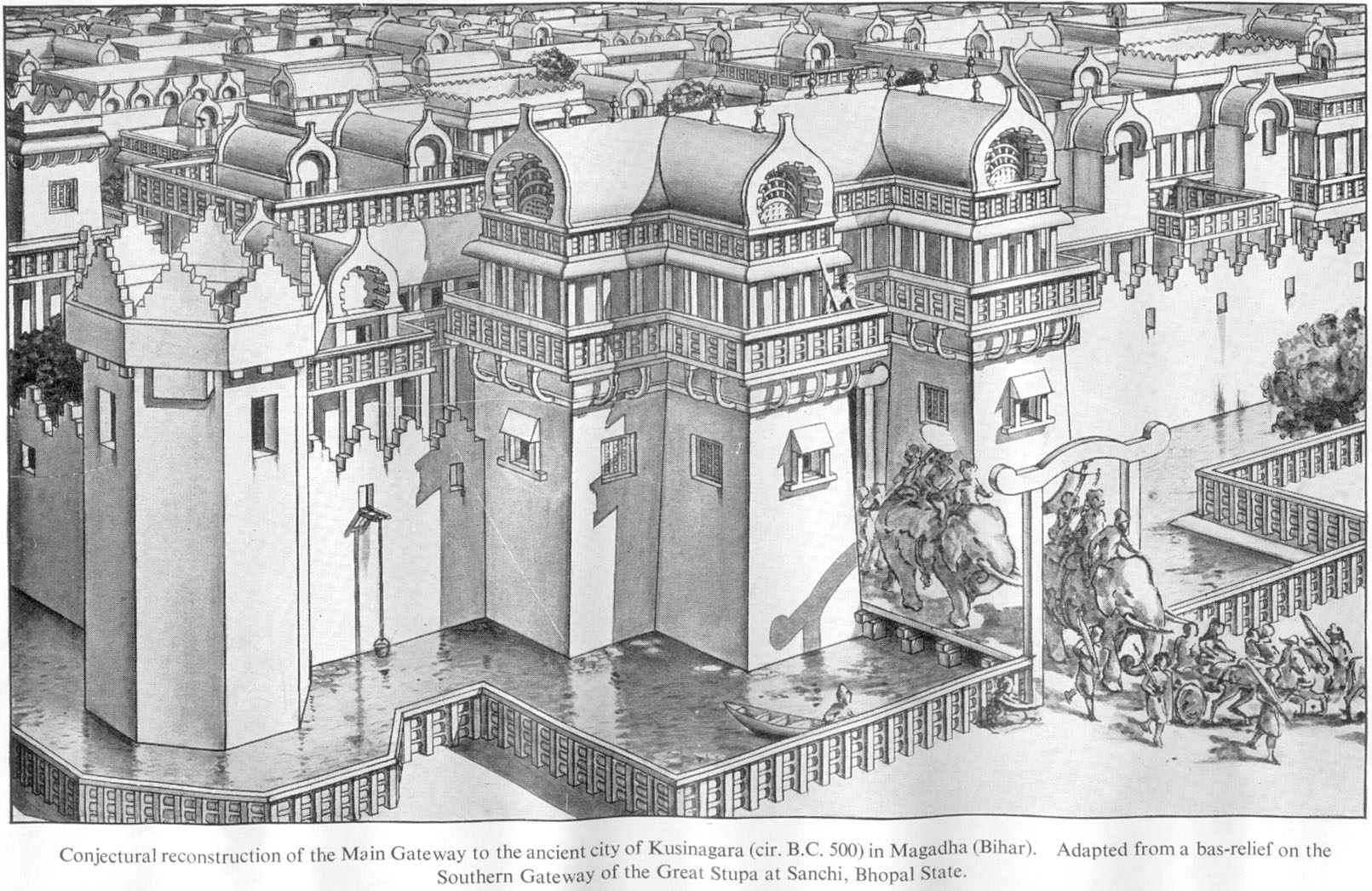
Reconstrucción conjetural de la puerta principal de Kusinagara alrededor del 500 a. C. adaptada de este relieve en Sanchi.
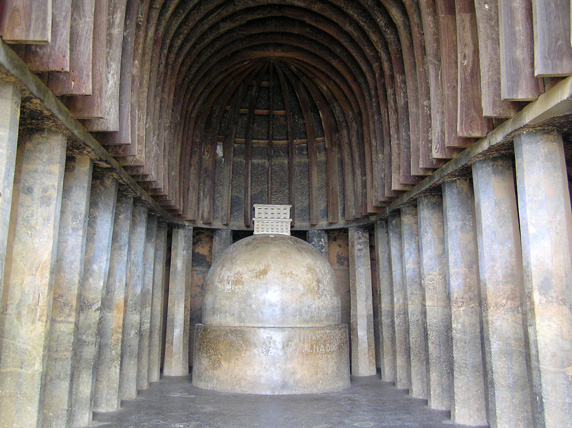
Interior de una sala chaitya excavada en la roca, cuevas de Bhaja, las costillas de madera.
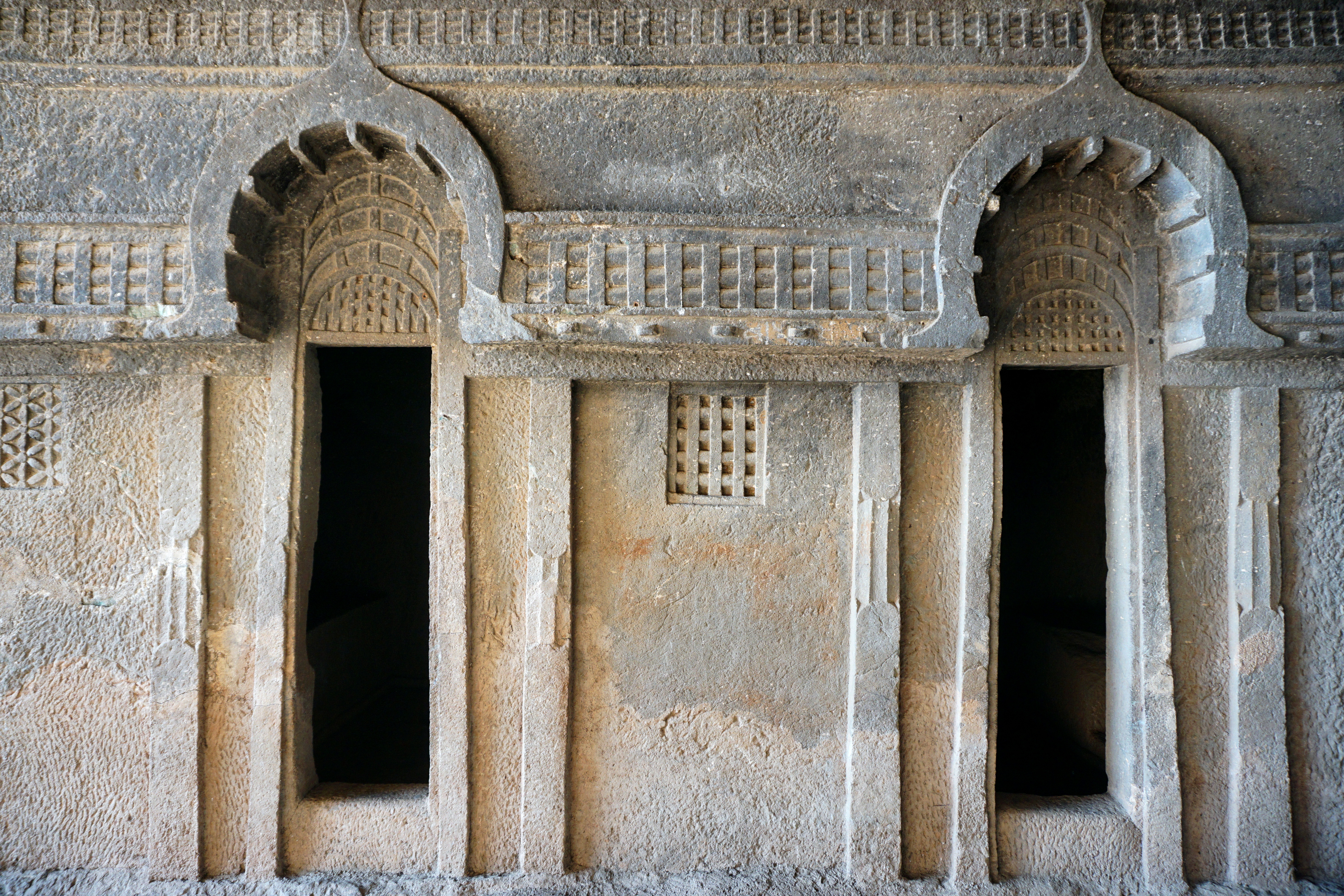
Motivo del arco de Chaitya en un vihara en las cuevas de Bedse.
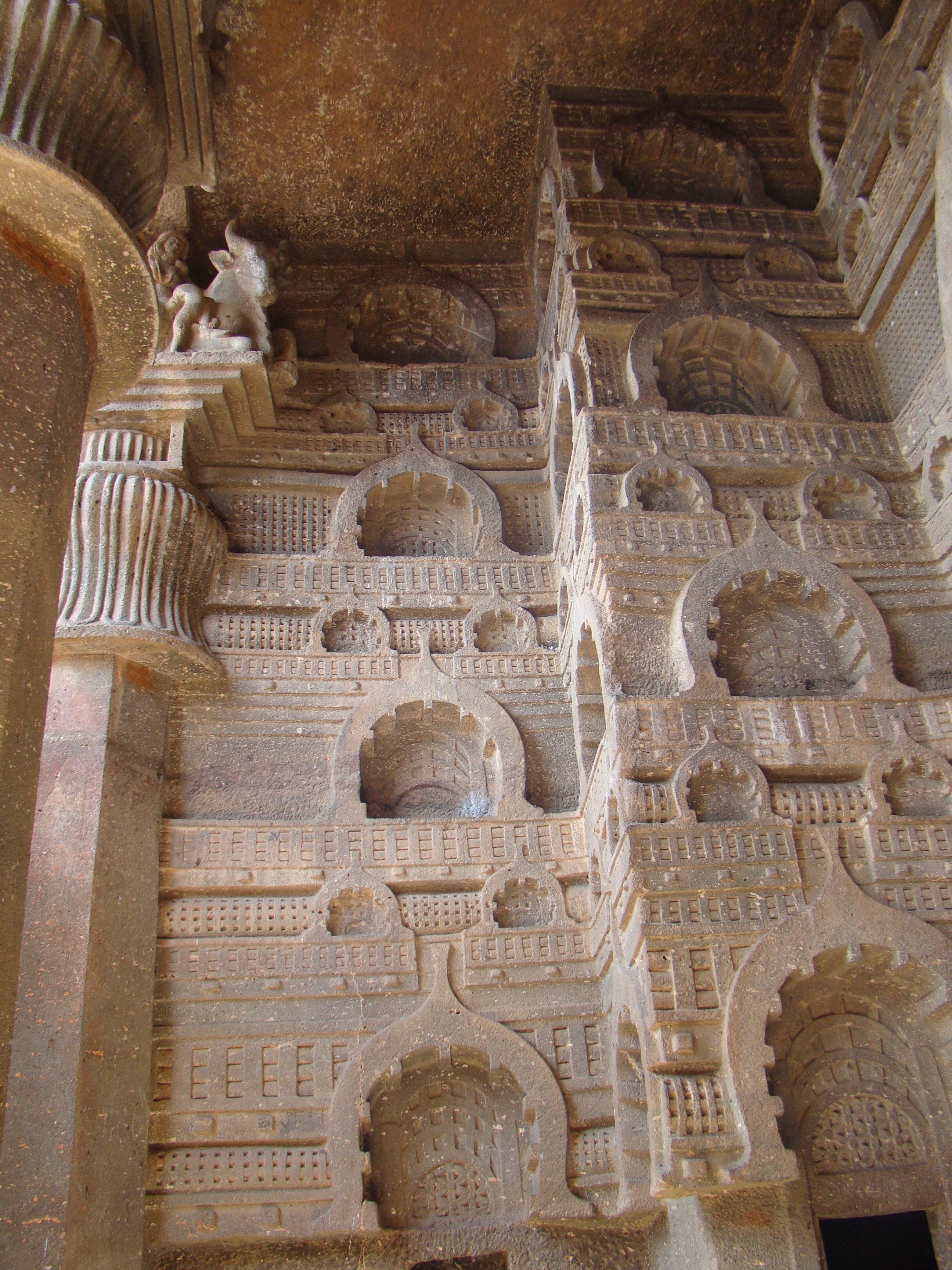
Pared lateral dentro del chaitya en las cuevas Bedse.
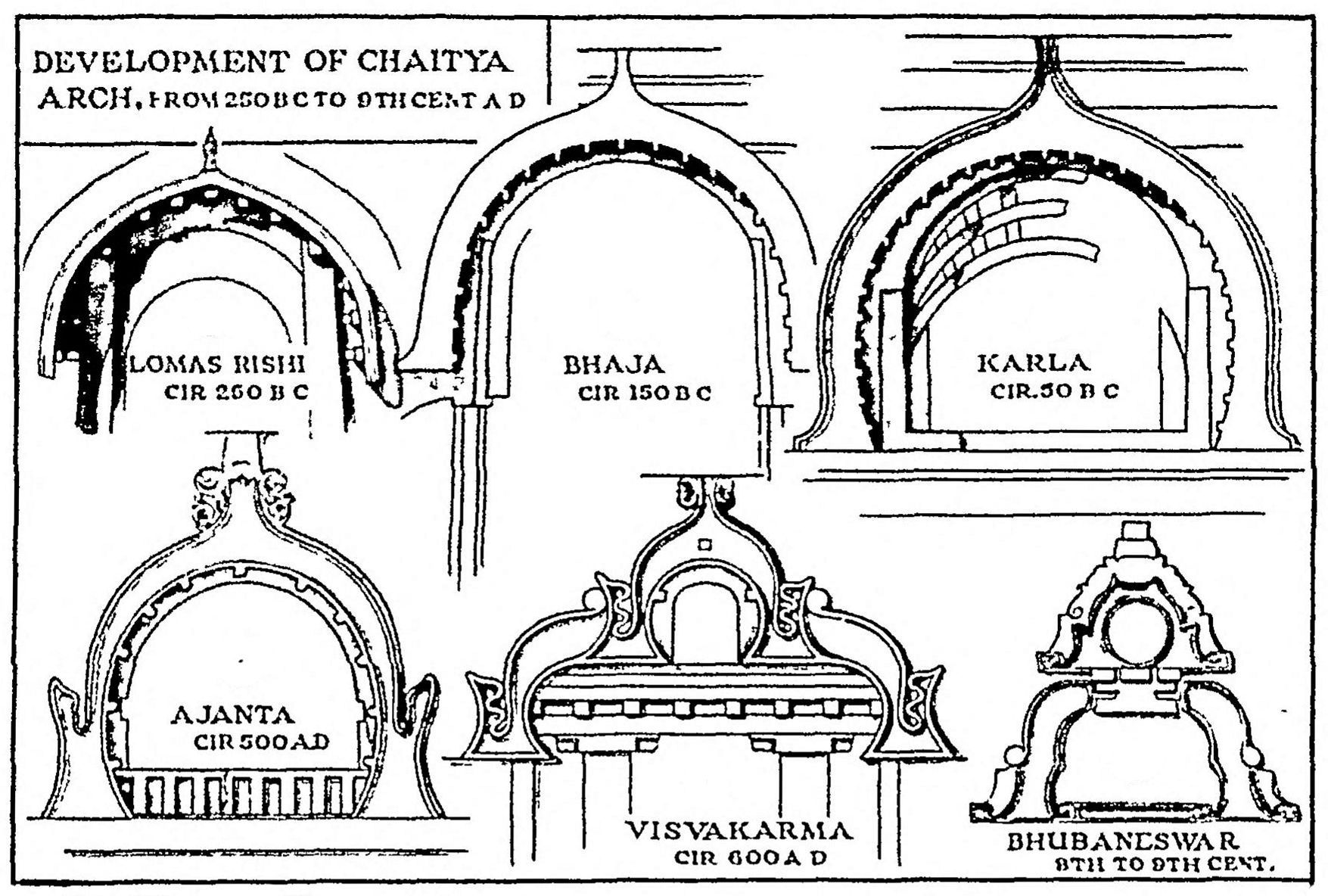
Desarrollo del Arco Chaitya de la Cueva Lomas Rishi, de un libro de Percy Brown.
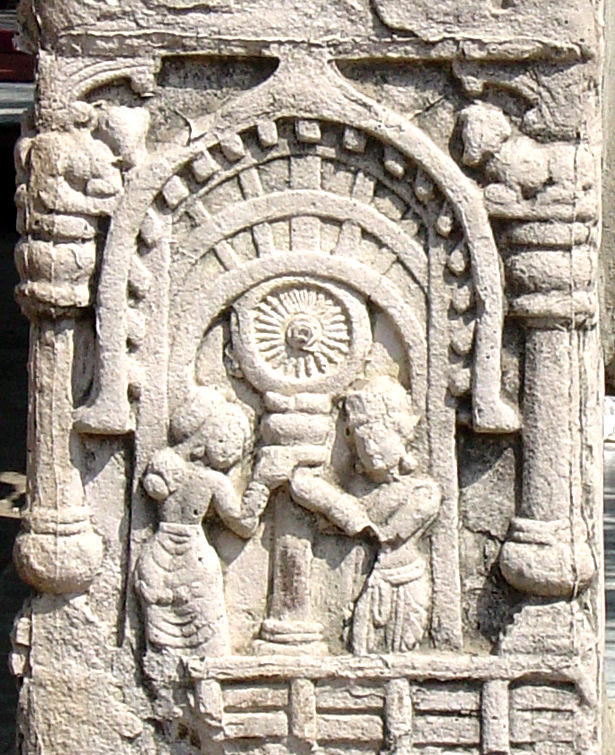
Escena en las rejas de Bodh Gaya (réplica), que representa un edificio.
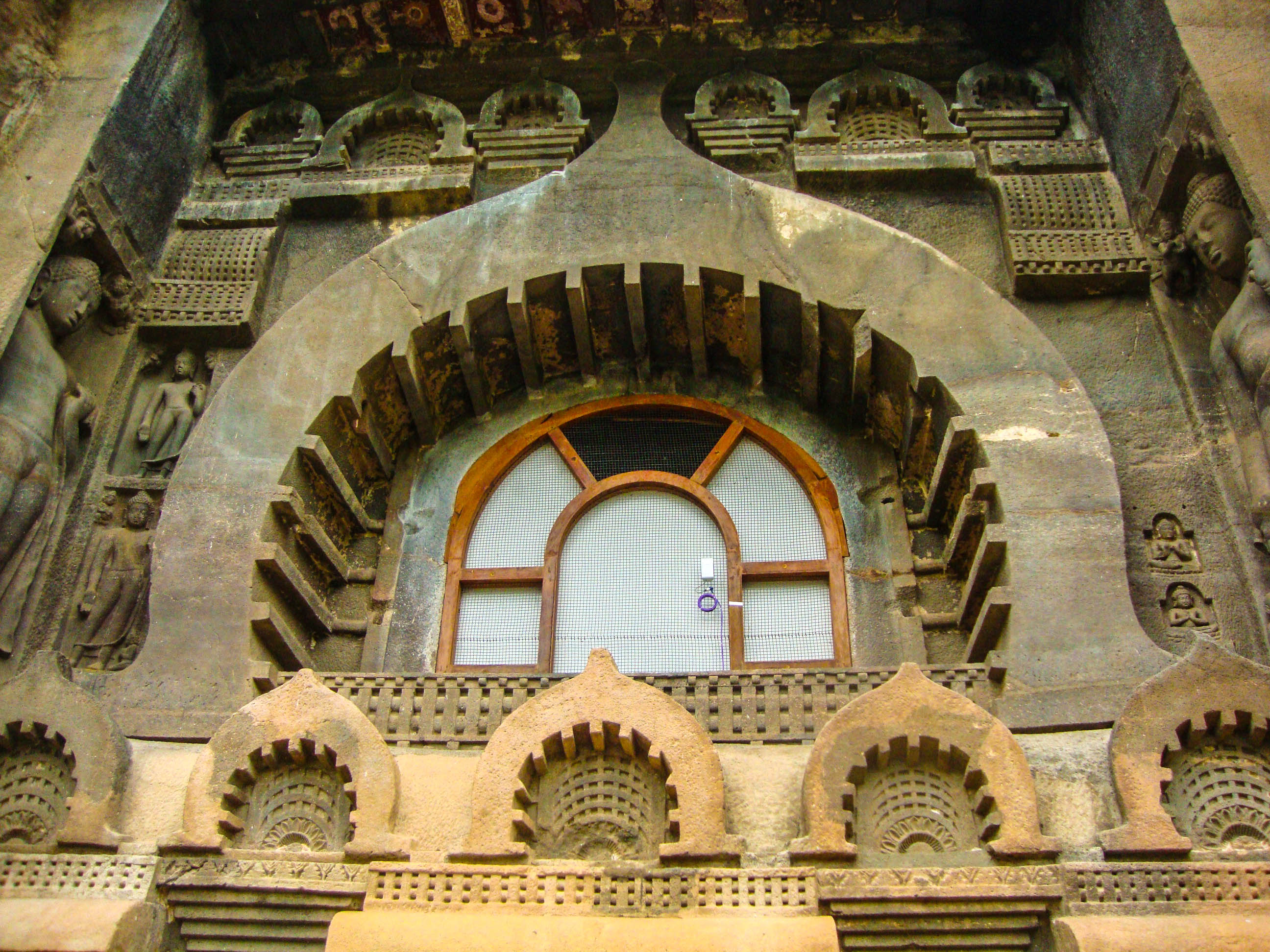
Exterior de la sala chaitya, cueva 9, Cuevas de Ajanta, siglo I a. C. El marco de la ventana en forma de arco chaitya se repite varias veces como motivo decorativo.
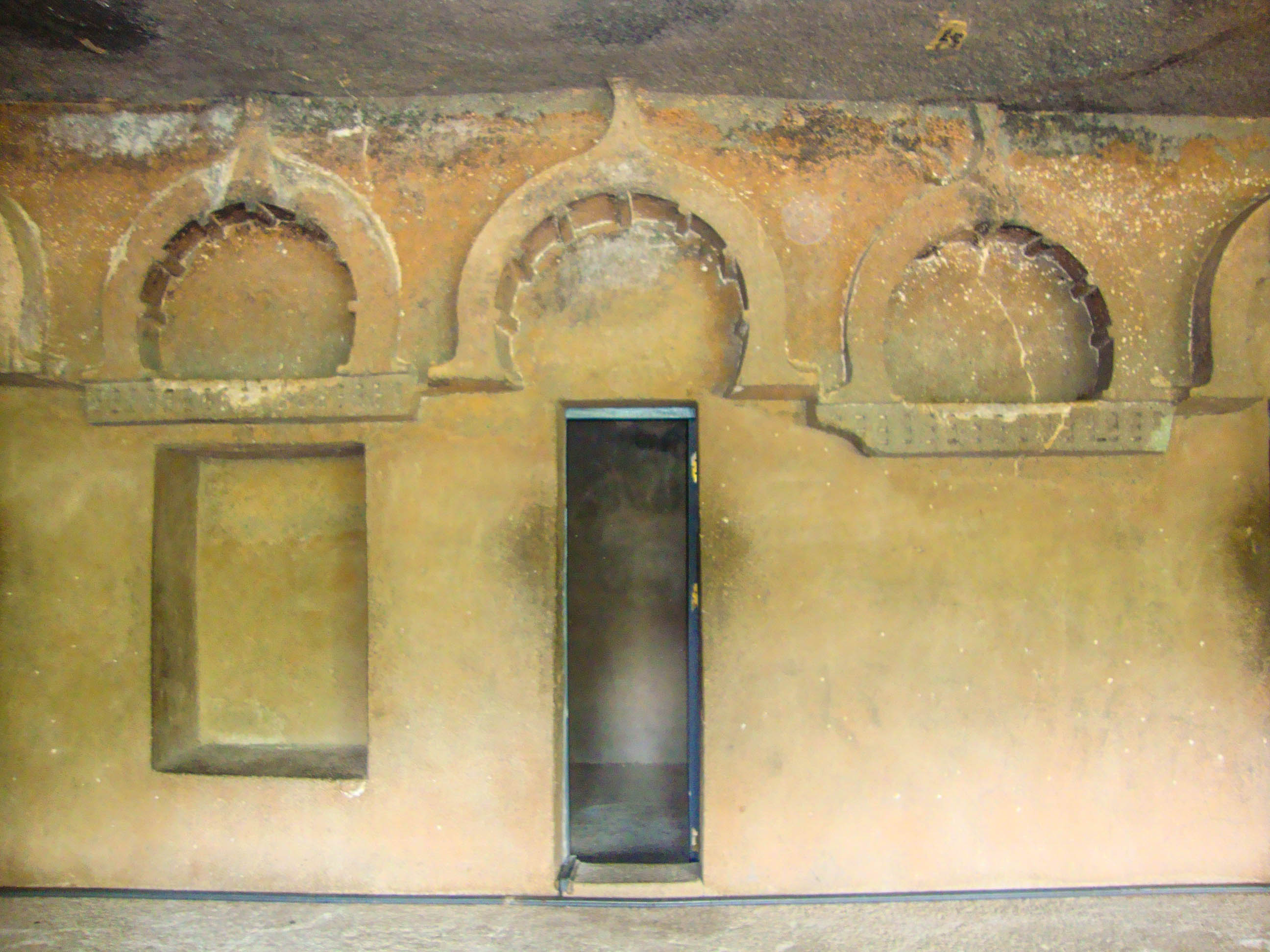
Motivo del arco de Chaitya en un vihara en Ajanta
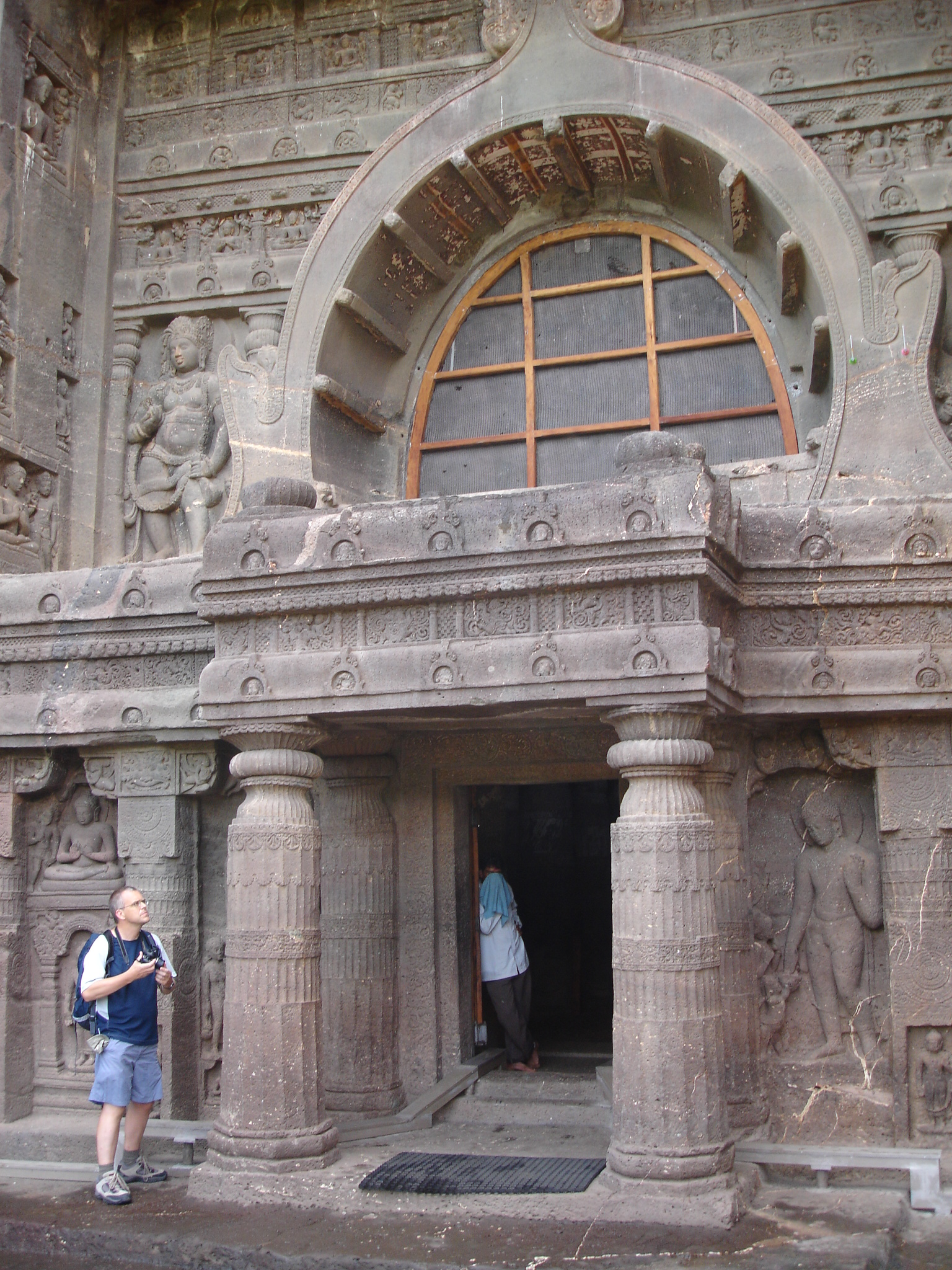
Entrada a la Cueva 19, Cuevas de Ajanta, finales del siglo V, también con cuatro zonas que utilizan el "arco chaitya" motivo
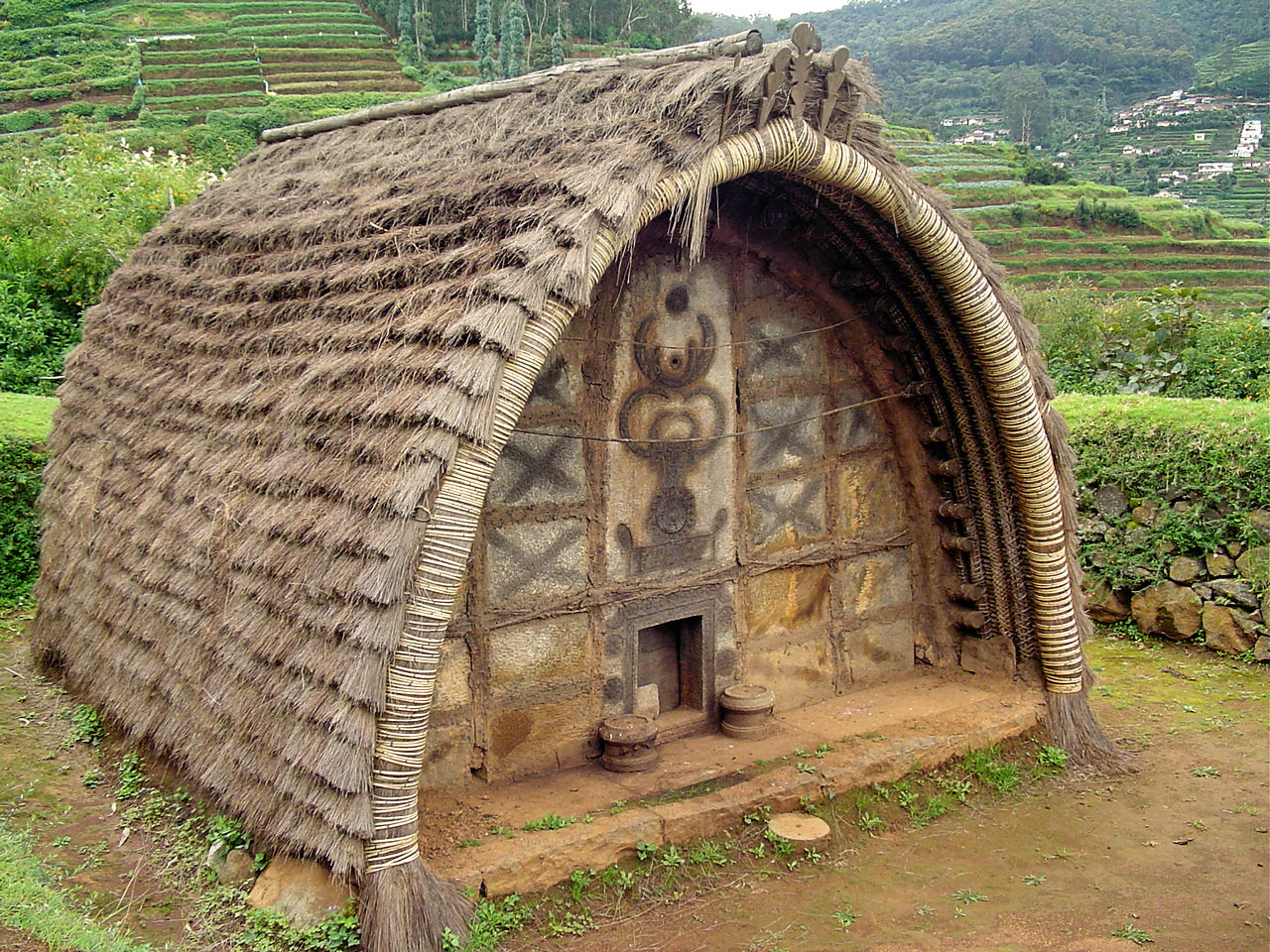
Cabaña moderna del pueblo Toda.

## Desarrollo posterior

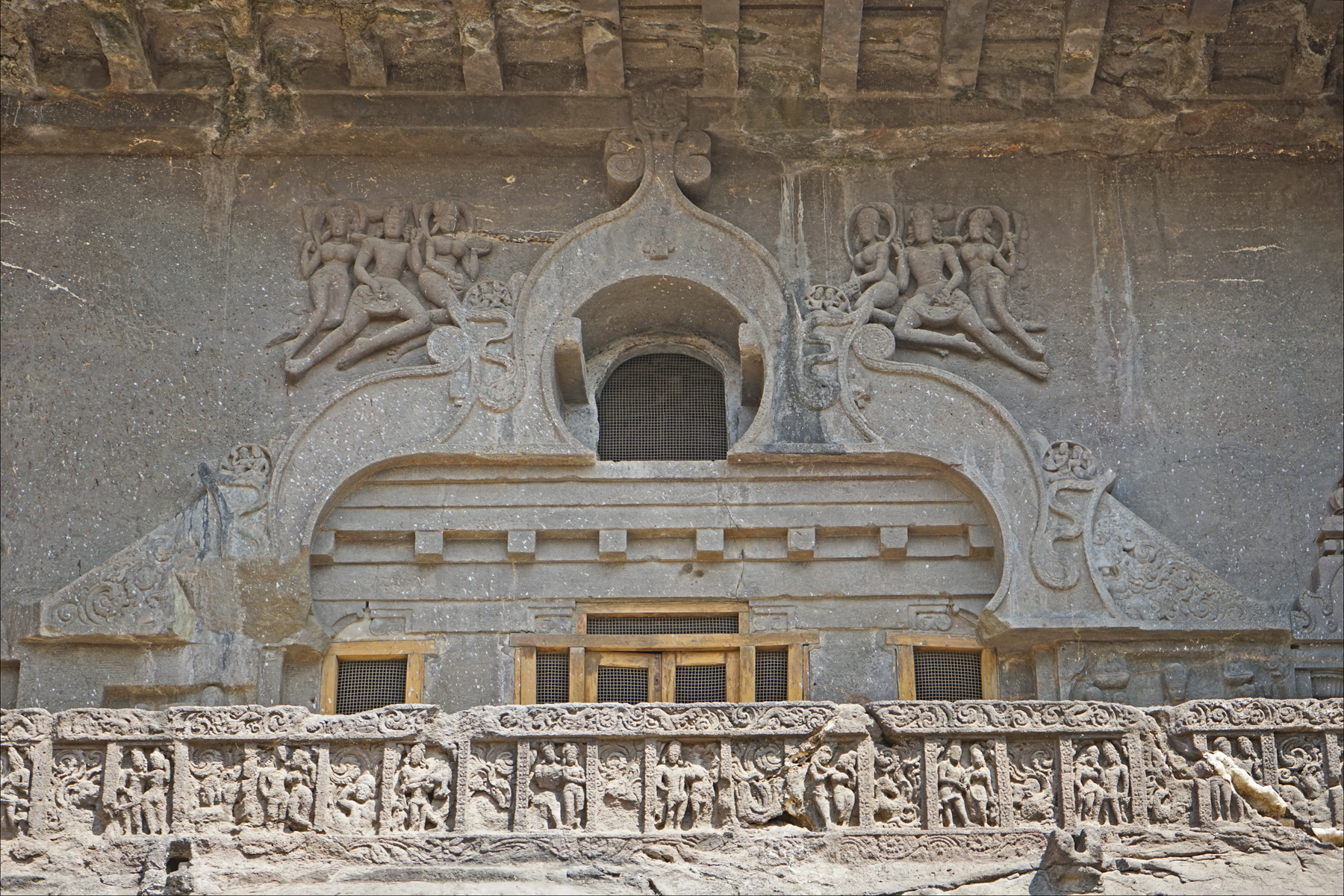
La última ventana del salón chaitya, Cueva 10, Ellora, c. 650.

Alrededor del año 650, época de la última sala chaitya excavada en la roca, la cueva 10 en Ellora, la ventana de la fachada se había desarrollado considerablemente. La ventana principal es más pequeña y ahora no guarda relación con el techo interior (que todavía conserva las tradicionales nervaduras). Tiene solo dos de los salientes tradicionales que imitan los extremos de las vigas correas y un amplio marco decorativo que se extiende varias veces el ancho de la abertura de la ventana real. Dos puertas a los lados tienen frontones con gavakshas ciegas «divididas y superpuestas», también con marcos anchos. Este iba a ser el estilo de gavaksha que ya había sido ampliamente adoptado para la decoración de templos hindúes y jainistas, y se ve en forma simplificada en el Templo Mahabodhi budista en Bodh Gaya, y el templo hindú Templo Dashavatara, Deogarh.
A finales del siglo VII, y quizás antes, todas las caras de las grandes torres shikhara u otras superficies podían estar ocupadas por rejillas de motivos gavaksha entrelazados, a menudo llamados "malla gavaksha" o panal. Los primeros ejemplos incluyen la torre budista shikhara en el Templo Mahabodhi, Bodh Gaya, donde los motivos cubren la mayor parte de la superficie pero en realidad no se entrelazan. Esto es del siglo VI a más tardar, pero quizás restaura un diseño del siglo II o III. Cueva 15 en Ellora, completa en 730, si no antes , y quizás comenzando como una excavación budista, puede ser uno de los primeros ejemplos del estilo completo. El motivo se extendió al sur de la India, por ejemplo a los templos de los siglos VII y VIII en Pattadakal  en Karnataka.
El Templo de Gop en Gujarat, probablemente del siglo VI, es el más grande y mejor de un grupo de templos antiguos con un estilo local distintivo. El aspecto desnudo de castillo de la torre central cuadrada actual probablemente no refleja el diseño original, ya que faltan las partes superiores de la estructura que la rodeaba. Por encima de las paredes lisas, la parte superior inclinada incluye tres grandes gavakshas en cada cara, dos debajo y una arriba, que son inusuales por estar realmente abiertas, en lugar de tener un relieve poco profundo, como casi todas las gavakshas posteriores. Originalmente había estatuas detrás de ellos, de las cuales ahora queda muy poco.
Los gavakshas son prominentes en algunos templos del grupo templos de Dieng del siglo VIII en la meseta de Dieng en el centro de Java, entre los primeros templos hindúes monumentales en la Indonesia moderna.

## Nāsīs del sur
Adam Hardy distingue entre el gavaksha, que restringe en gran medida a la arquitectura Nagara del norte, y su prima en la arquitectura dravídica del sur, la nāsī ("kudu" en tamil). ). Permite un período temprano de "diferenciación gradual" a medida que el nāsī evoluciona a partir del gavaksha, el primero en aparecer. En un análisis detallado de las partes del motivo, señala varias diferencias de forma. Entre otras características del nāsī, el motivo no tiene marco en la base, el interior de la ventana suele estar originalmente en blanco (tal vez pintado) y suele haber una cabeza kirtimukha en la parte superior del motivo. En general, la forma es menos lineal y más ornamentada.

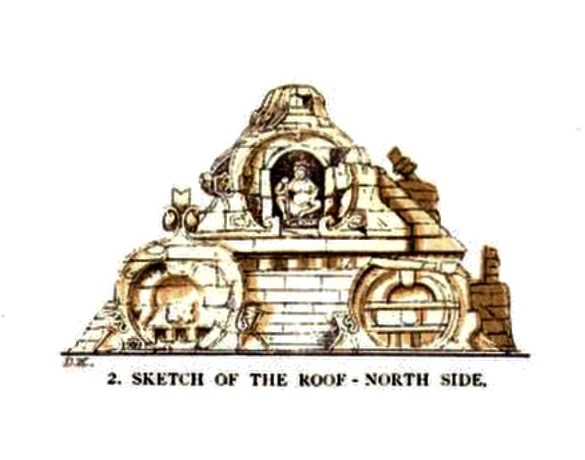
Techo norte del templo Gop Surya, Guyarat, c. finales del siglo VI / principios del VII
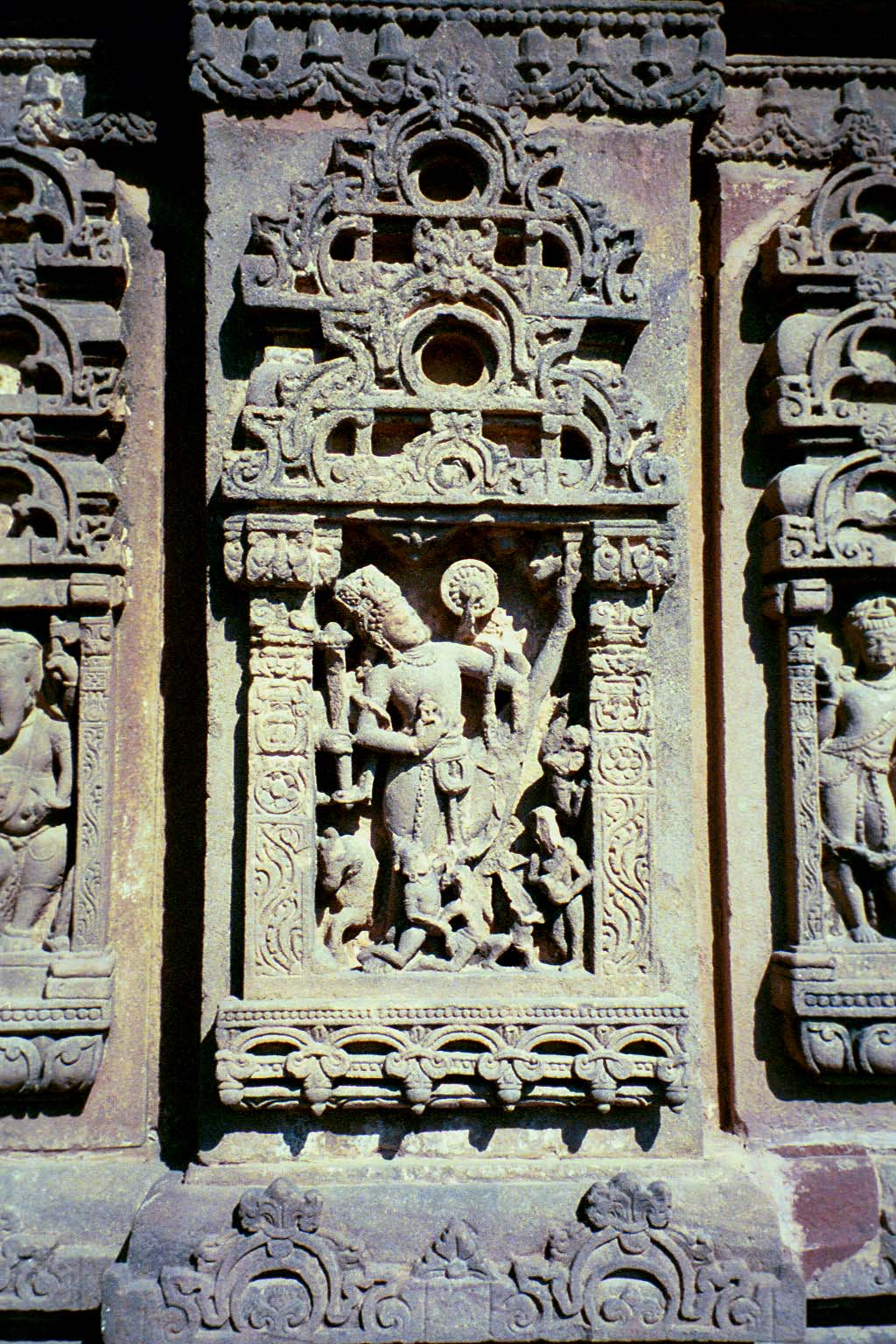
Dos motivos de arco chaitya uno encima del otro. Templo hindú, Jodhpur, siglo VIII.
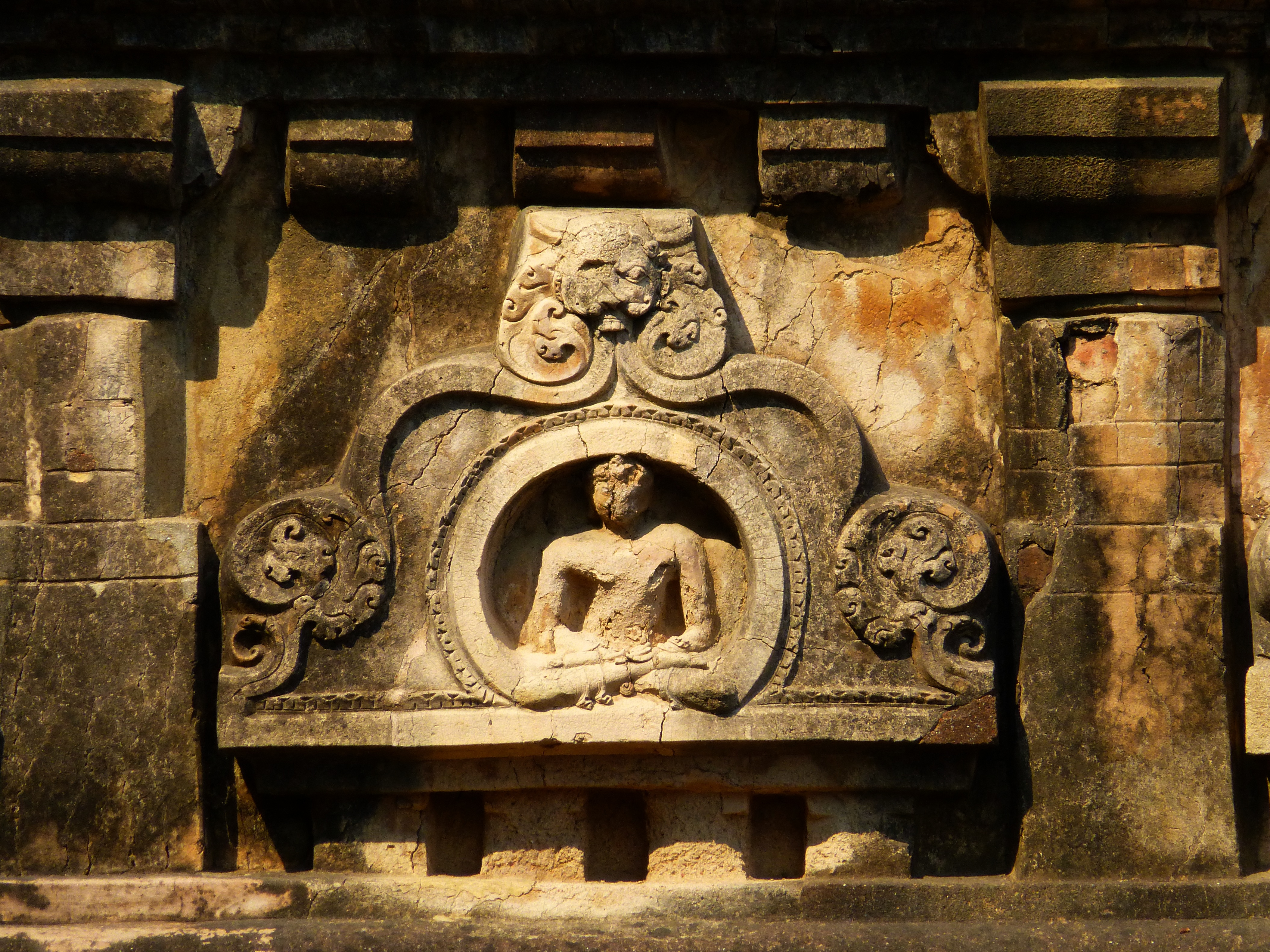
Gavaksha en Nalanda
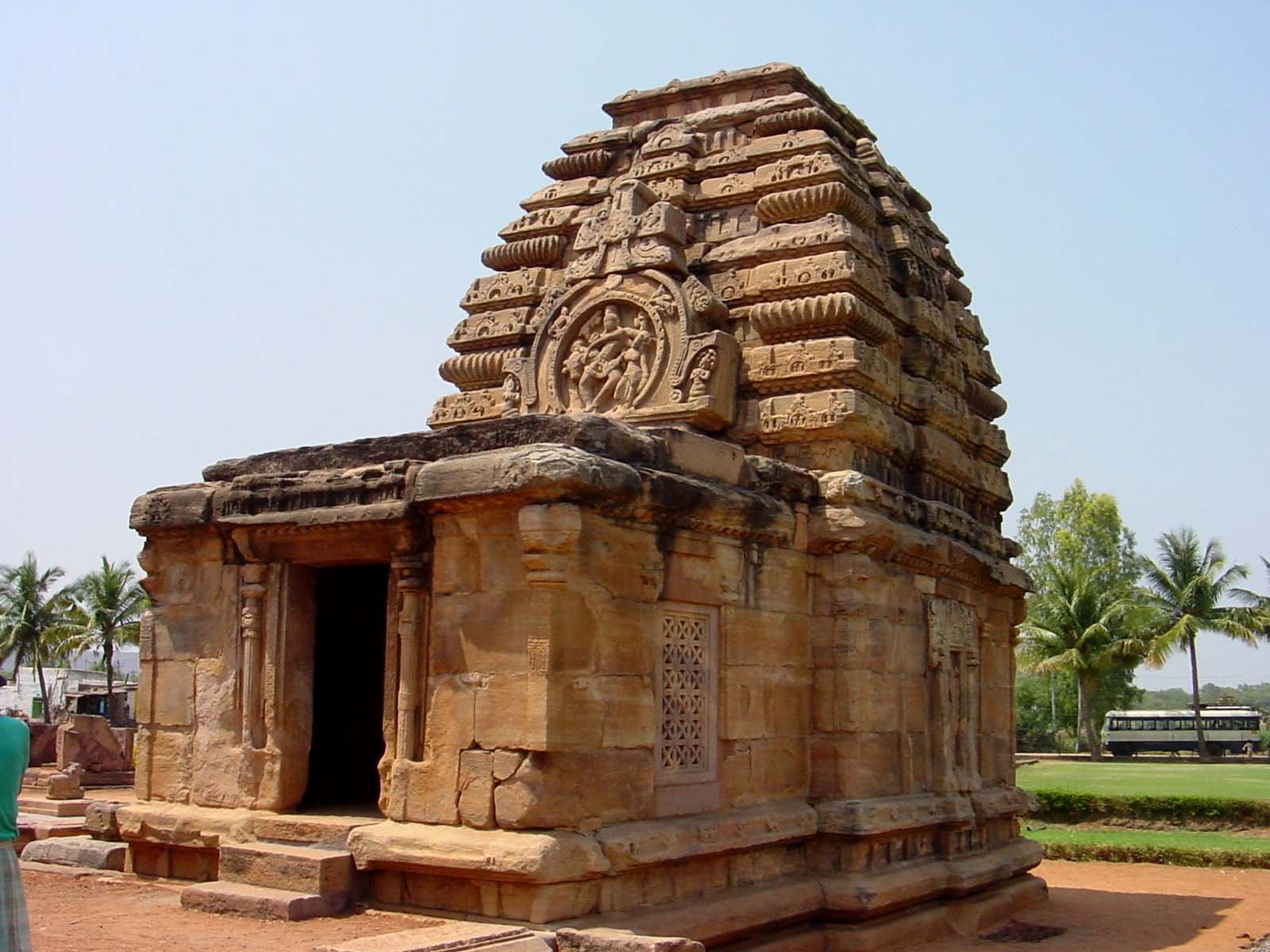
Sukanasa con Shiva Nataraja y pequeños motivos gavaksha, templo Jambulingeshwara, Pattadakal, siglos VII-VIII.
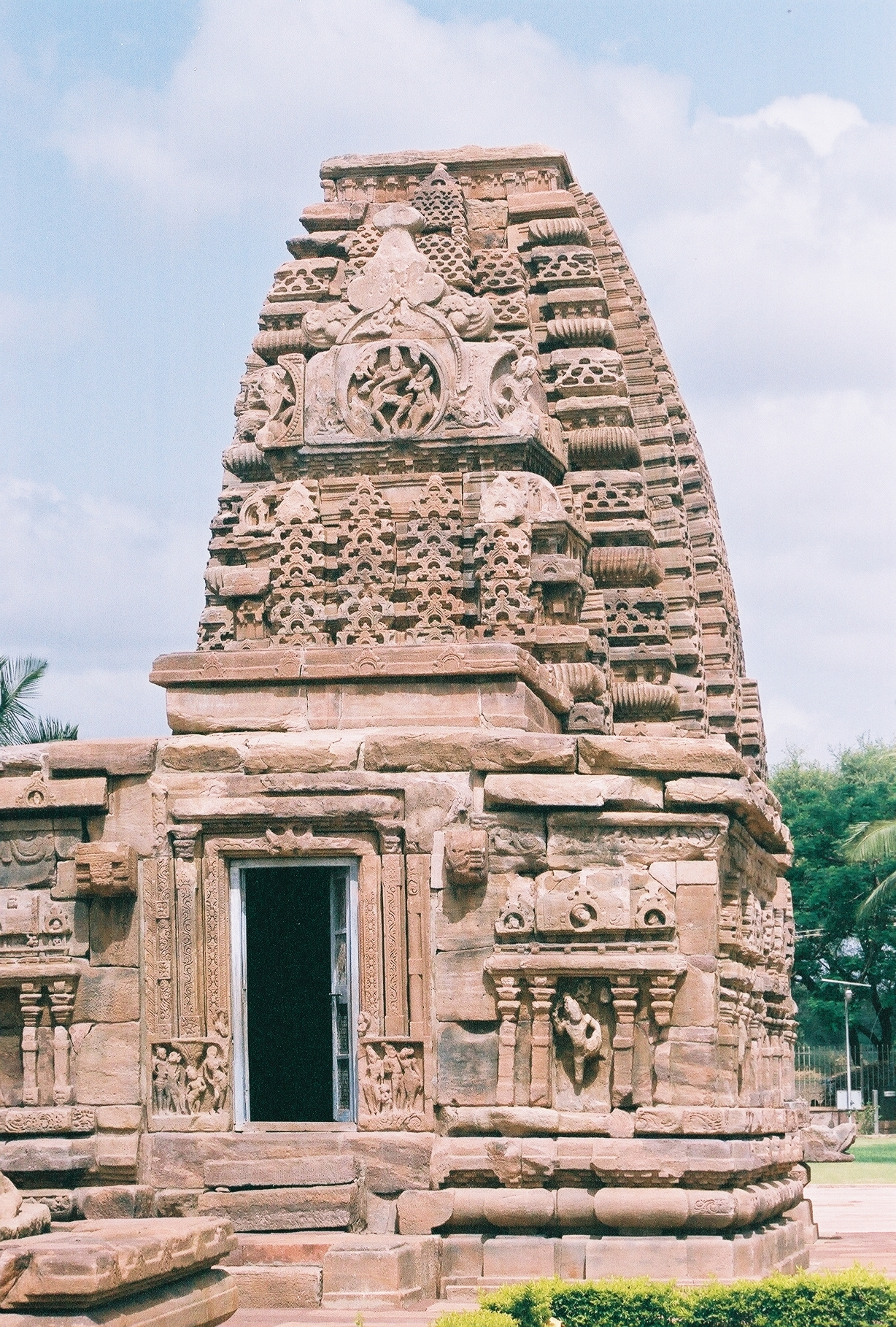
La decoración del templo Kasivisvanatha del siglo IX en Pattadakal incluye gavakshas en varias formas.
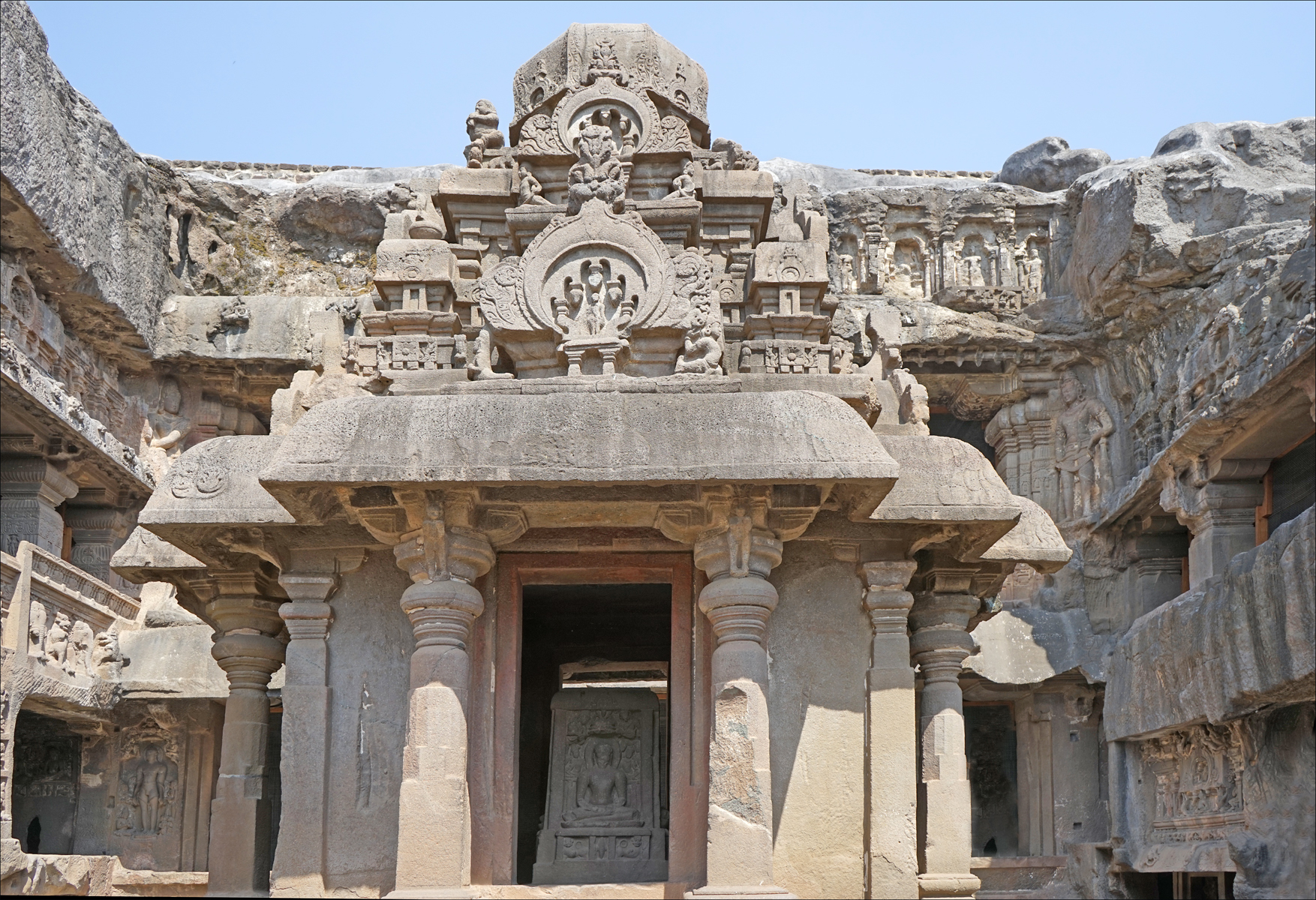
Gavakshas elaboradas en la cueva jainista 32 de principios del siglo IX en Ellora.
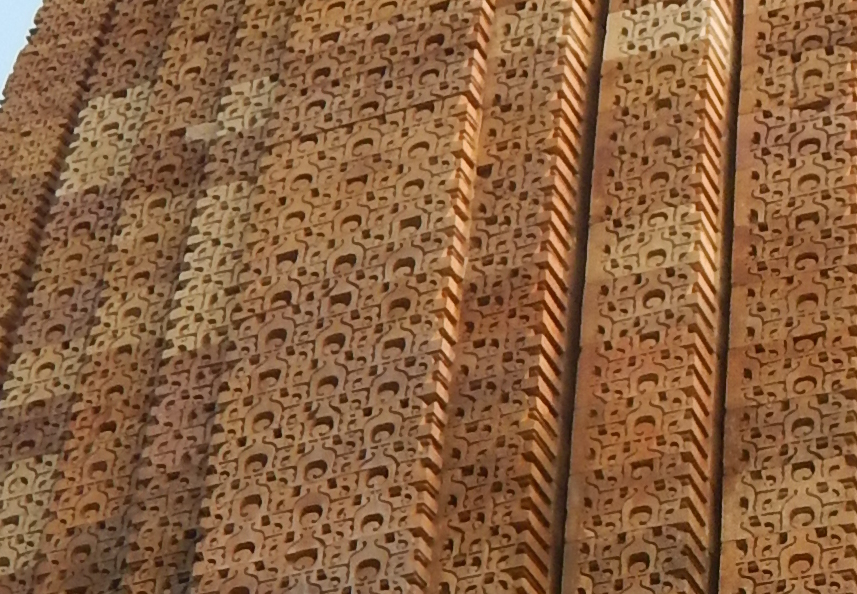
"Panal" de gavakshas en el shikhara del templo de Vamana, 1050-1075.
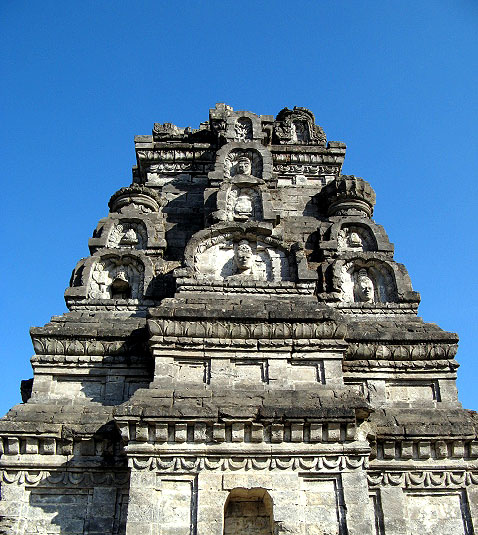
Templo Candi Bima, templos de Dieng, Java, siglo VIII
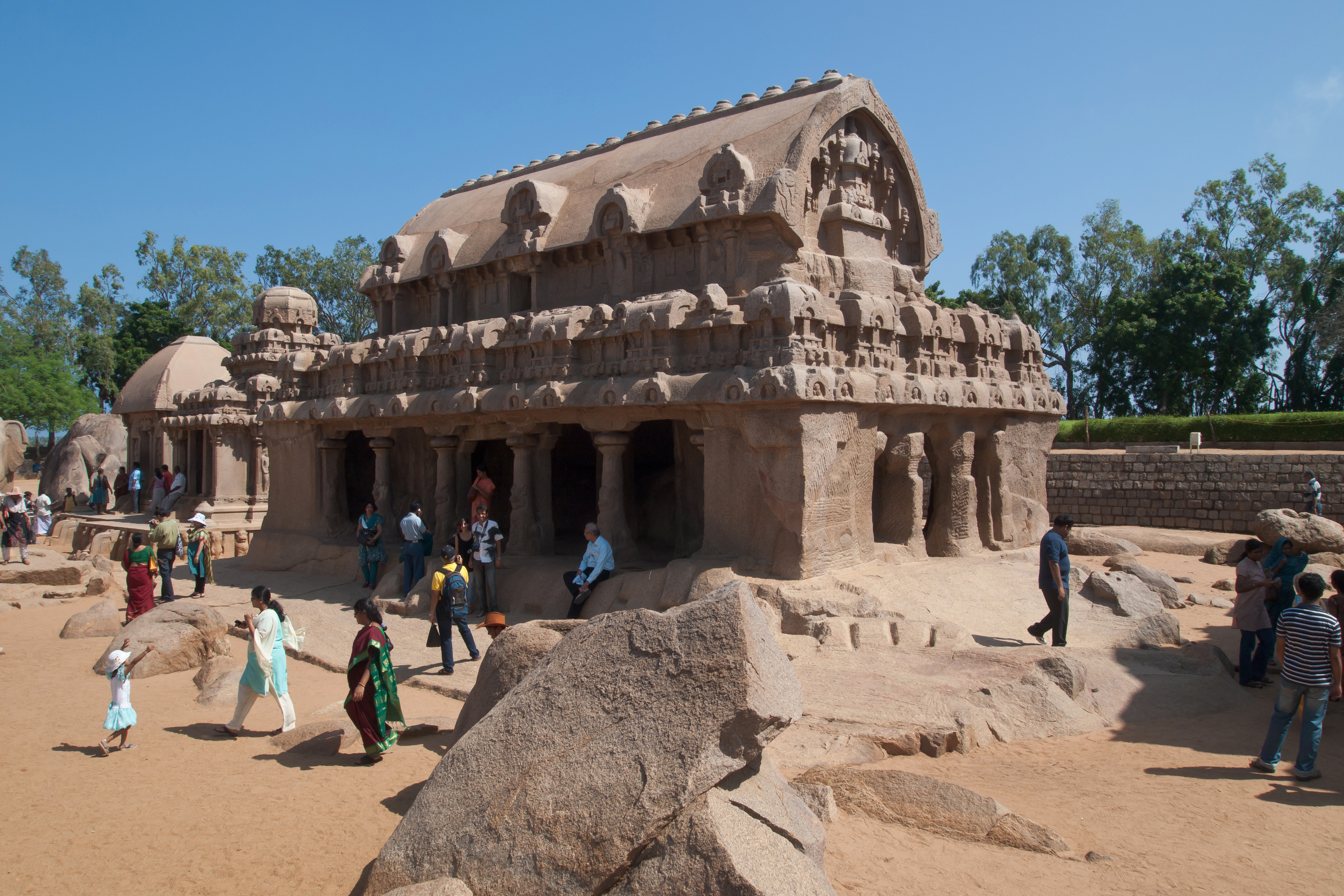
Bhima Ratha (Cinco Rathas), Mahabalipuram